# ساوث وايتير (كاليفورنيا)
ساوث وايتير (بالإنجليزية: South Whittier CDP, California)‏ هي منطقة سكنية تقع بولاية كاليفورنيا في الولايات المتحدة. تبلغ مساحتها 13.846 كم2، وترتفع عن سطح البحر 54 م، بلغ عدد سكانها 57,156 نسمة في عام 2010 حسب إحصاء مكتب تعداد الولايات المتحدة وتصل الكثافة السكانية فيها 4,128 نسمة لكل كيلومتر مربع (10,691.5/ميل2).

## التركيبة السكانية
حدّد مكتب تعداد الولايات المتحدة بيانات التركيبة السكانية لساوث وايتير في تعداد الولايات المتحدة. في ما يلي، التركيبة السكانية حسب تعدادي 2000 و2010.

### تعداد عام 2000
بلغ عدد سكان ساوث وايتير 55,193 نسمة بحسب تعداد عام 2000، وبلغ عدد الأسر 14,673 أسرة وعدد العائلات 12,273 عائلة مقيمة في المنطقة السكنية. في حين سجلت الكثافة السكانية 3,986.2 نسمة لكل كيلومتر مربع (10,324.2/ميل2). وبلغ عدد الوحدات السكنية 15,008 وحدة بمتوسط كثافة قدره 1,083.9 لكل كيلومتر مربع (2,807.3/ميل2).
وتوزع التركيب العرقي للمنطقة السكنية بنسبة 52.47% من البيض و1.47% من الأمريكيين الأفارقة و1.23% من الأمريكيين الأصليين و3.02% من الأمريكيين ذوي الأصول الآسيوية و0.26% من سكان جزر المحيط الهادئ و36.37% من الأعراق الأخرى و5.18% من عرقين مختلطين أو أكثر و69.31% من الهسبانيون أو اللاتينيون من أي عرق.
بلغ عدد الأسر 14,673 أسرة كانت نسبة 55.4% منها لديها أطفال تحت سن الثامنة عشر تعيش معهم، وبلغت نسبة الأزواج القاطنين مع بعضهم البعض 60.5% من أصل المجموع الكلي للأسر، ونسبة 15.5% من الأسر كان لديها معيلات من الإناث دون وجود شريك، بينما كانت نسبة 7.6% من الأسر لديها معيلون من الذكور دون وجود شريكة وكانت نسبة 16.4% من غير العائلات. تألفت نسبة 12.2% من أصل جميع الأسر من عدة أفراد يعيشون في نفس المنزل ونسبة 5.1% كانت تتألف من شخص يعيش بمفرده يبلغ من العمر 65 عاماً أو أكثر. وبلغ متوسط حجم الأسرة المعيشية 3.74، أما متوسط حجم العائلات فبلغ 3.99.
بلغ العمر الوسطي للسكان 29.2 عاماً. وكانت نسبة 33% من القاطنين تحت سن الثامنة عشر، وكانت نسبة 10.5% بين الثامنة عشر والرابعة والعشرين عاماً، ونسبة 31.3% كانت واقعةً في الفئة العمرية ما بين الخامسة والعشرين والرابعة والأربعين عاماً، ونسبة 16.6% كانت ما بين الخامسة والأربعين والرابعة والستين، ونسبة 8.1% كانت ضمن فئة الخامسة والستين عاماً فما فوق. يوجد لكل 100 أنثى 100.8 ذكر، ويوجد لكل 100 أنثى في الثامنة عشر من عمرها فما فوق 97.6 ذكر.
بلغ متوسط دخل الأسرة في المنطقة السكنية 47,378 دولارًا، أما متوسط دخل العائلة فبلغ 49,756 دولارًا. وكان متوسط دخل الذكور 32,314 دولارًا مقابل 25,605 دولارًا للإناث. وسجل دخل الفرد الخاص بالمنطقة السكنية 15,080 دولارًا. وكانت نسبة 9.2% من العائلات ونسبة 12.4% من السكان تحت خط الفقر، وكان من هؤلاء نسبة 15.3% تحت سن الثامنة عشر ونسبة 7.5% في الخامسة والستين من العمر وما فوق.

### تعداد عام 2010
بلغ عدد سكان ساوث وايتير 57,156 نسمة بحسب تعداد عام 2010، وبلغ عدد الأسر 15,067 أسرة وعدد العائلات 12,454 عائلة مقيمة في المنطقة السكنية. في حين سجلت الكثافة السكانية 4,128 نسمة لكل كيلومتر مربع (10,691.5/ميل2). وبلغ عدد الوحدات السكنية 15,600 وحدة بمتوسط كثافة قدره 1,126.7 لكل كيلومتر مربع (2,918.1/ميل2).
وتوزع التركيب العرقي للمنطقة السكنية بنسبة 58.90% من البيض و1.50% من الأمريكيين الأفارقة و1.30% من الأمريكيين الأصليين و4.03% من الأمريكيين ذوي الأصول الآسيوية و0.26% من سكان جزر المحيط الهادئ و29.89% من الأعراق الأخرى و4.12% من عرقين مختلطين أو أكثر و77.15% من الهسبانيون أو اللاتينيون من أي عرق.
بلغ عدد الأسر 15,067 أسرة كانت نسبة 50.8% منها لديها أطفال تحت سن الثامنة عشر تعيش معهم، وبلغت نسبة الأزواج القاطنين مع بعضهم البعض 56.4% من أصل المجموع الكلي للأسر، ونسبة 17.8% من الأسر كان لديها معيلات من الإناث دون وجود شريك، بينما كانت نسبة 8.5% من الأسر لديها معيلون من الذكور دون وجود شريكة وكانت نسبة 17.3% من غير العائلات. تألفت نسبة 12.9% من أصل جميع الأسر من عدة أفراد يعيشون في نفس المنزل ونسبة 5.4% كانت تتألف من شخص يعيش بمفرده يبلغ من العمر 65 عاماً أو أكثر. وبلغ متوسط حجم الأسرة المعيشية 3.77، أما متوسط حجم العائلات فبلغ 4.05.
بلغ العمر الوسطي للسكان 32.0 عاماً. وكانت نسبة 28.5% من القاطنين تحت سن الثامنة عشر، وكانت نسبة 11.6% بين الثامنة عشر والرابعة والعشرين عاماً، ونسبة 28.6% كانت واقعةً في الفئة العمرية ما بين الخامسة والعشرين والرابعة والأربعين عاماً، ونسبة 22.6% كانت ما بين الخامسة والأربعين والرابعة والستين، ونسبة 8.7% كانت ضمن فئة الخامسة والستين عاماً فما فوق. وتوزع التركيب الجنسي للسكان بنسبة 49.6% ذكور و50.4% إناث.